# Coelichneumon quadraticeps
Coelichneumon quadraticeps är en stekelart som beskrevs av Heinrich 1961. Coelichneumon quadraticeps ingår i släktet Coelichneumon och familjen brokparasitsteklar. Inga underarter finns listade i Catalogue of Life.